# سنت ماوس
latitudeسنت ماوسlongitudeسنت ماوس
سنت ماوس (به انگلیسی: St Mawes) یک شهرک در بریتانیا است که در جنوب غربی انگلستان واقع شده‌است.